# 29 czerwca
29 czerwca jest 180. (w latach przestępnych 181.) dniem w kalendarzu gregoriańskim. Do końca roku pozostaje 185 dni.

## Święta
- Imieniny obchodzą: Beata, Benedykta, Dalebor, Ema, Emma, Kasja, Kasjusz, Maria, Paweł, Piotr i Rajmund.
- Holandia – Dzień Weteranów
- Międzynarodowe:
  - Światowy Dzień Chorych na Twardzinę (ustanowione w 2008 roku przez organizację FESCA, początkowo jako Europejski Dzień Chorych na Twardzinę)[1]
- Seszele – Święto Niepodległości
- Polska:
  - Dzień Ratownika Wodnego Ochotniczego Pogotowia Ratunkowego
  - Święto Służby Więziennej[2]
  - Dzień Stoczniowca (za czasów Polskiej Rzeczypospolitej Ludowej w niedzielę, w trzeciej dekadzie czerwca)[3][4]
- Wspomnienia i święta w Kościele katolickim[5][6] obchodzą:
  - święci Apostołowie: Piotr i Paweł
  - św. Benedykta z Sens (męczennica)
  - św. Emma (wdowa, założycielka domów zakonnych w Austrii)
  - św. Kasjusz (biskup Narni)
  - bł. Rajmund Llull (filozof, poeta i teolog)

## Wydarzenia w Polsce
- 1238 – W Pyszkowie podpisano układ między księciem kujawskim Kazimierzem I a zakonem krzyżackim.
- 1345 – Wojna polsko-czeska o Śląsk, wojska czeskie stanęły obozem pod Wodzisławiem, zmuszając Polaków do odwrotu.
- 1440 – Późniejszy król Polski Kazimierz Jagiellończyk został wielkim księciem litewskim.
- 1456 – Hospodar Mołdawii Piotr III Aron złożył hołd lenny królowi Kazimierzowi IV, przyjęty w jego imieniu przez polskich posłów.
- 1598 – Poświęcono drewniany kościół św. Sebastiana w Wieliczce.
- 1668 – Wmurowano kamień węgielny pod budowę kościoła św. Piotra i Pawła na Antokolu w Wilnie.
- 1676 – Rodzina Tarnowskich ufundowała w Dzikowie (dzisiejszej dzielnicy Tarnobrzega) kościół i klasztor dominikański (obecnie Sanktuarium Matki Bożej Dzikowskiej).
- 1895 – Wysadzono w powietrze wieżę kościelną, kończąc tym samym rozbiórkę kościoła i klasztoru karmelitów w Bydgoszczy.
- 1919 – Powstało Polskie Towarzystwo Chemiczne.
- 1922 – Wojsko Polskie wkroczyło uroczyście do Pszczyny.
- 1930:
  - Centrolew zorganizował w Krakowie Kongres Obrony Prawa i Wolności Ludu.
  - W Poznaniu zakończył się krajowy kongres eucharystyczny.
- 1932 – Zygmunt Heljasz ustanowił w Poznaniu rekord świata w pchnięciu kulą (16,05 m).
- 1939 – Odbyła się przysięga pierwszych żołnierzy-„żywych torped”.
- 1940 – Akcja AB:
  - Niemcy rozstrzelali w lesie Brzask 760 więźniów politycznych ze Skarżyska-Kamiennej.
  - Rozpoczęły się masowe egzekucje w Rurach Jezuickich pod Lublinem.
- 1941 – Operacja „Barbarossa”: wojska niemieckie zajęły Lwów.
- 1942 – Niemcy rozstrzelali 12 mieszkańców wsi Milanowska Wólka na Kielecczyźnie.
- 1945 – Rozpoczęło emisję Polskie Radio Gdańsk.
- 1956 – Po krwawym stłumieniu przez wojsko protestu poznańskich robotników premier Józef Cyrankiewicz w wieczornym przemówieniu radiowym powiedział m.in.: Każdy prowokator czy szaleniec, który odważy się podnieść rękę przeciw władzy ludowej, niech będzie pewny, że mu tę rękę władza ludowa odrąbie!
- 1957 – Zwodowano trałowiec bazowy ORP „Łoś”.
- 1980 – W leśniczówce w miejscowości Pranie na Mazurach otwarto Muzeum Konstantego Ildefonsa Gałczyńskiego.
- 1984 – W Warszawie powołano Federację Młodzieży Walczącej.
- 1986 – Rozpoczął się X zjazd PZPR.
- 1991 – Warszawska FSO zakończyła produkcję Fiata 125p.
- 1993 – Otwarto Muzeum Katyńskie w Warszawie.
- 2002 – W miejsce Urzędu Ochrony Państwa utworzono Agencję Bezpieczeństwa Wewnętrznego i Agencję Wywiadu.

## Wydarzenia na świecie

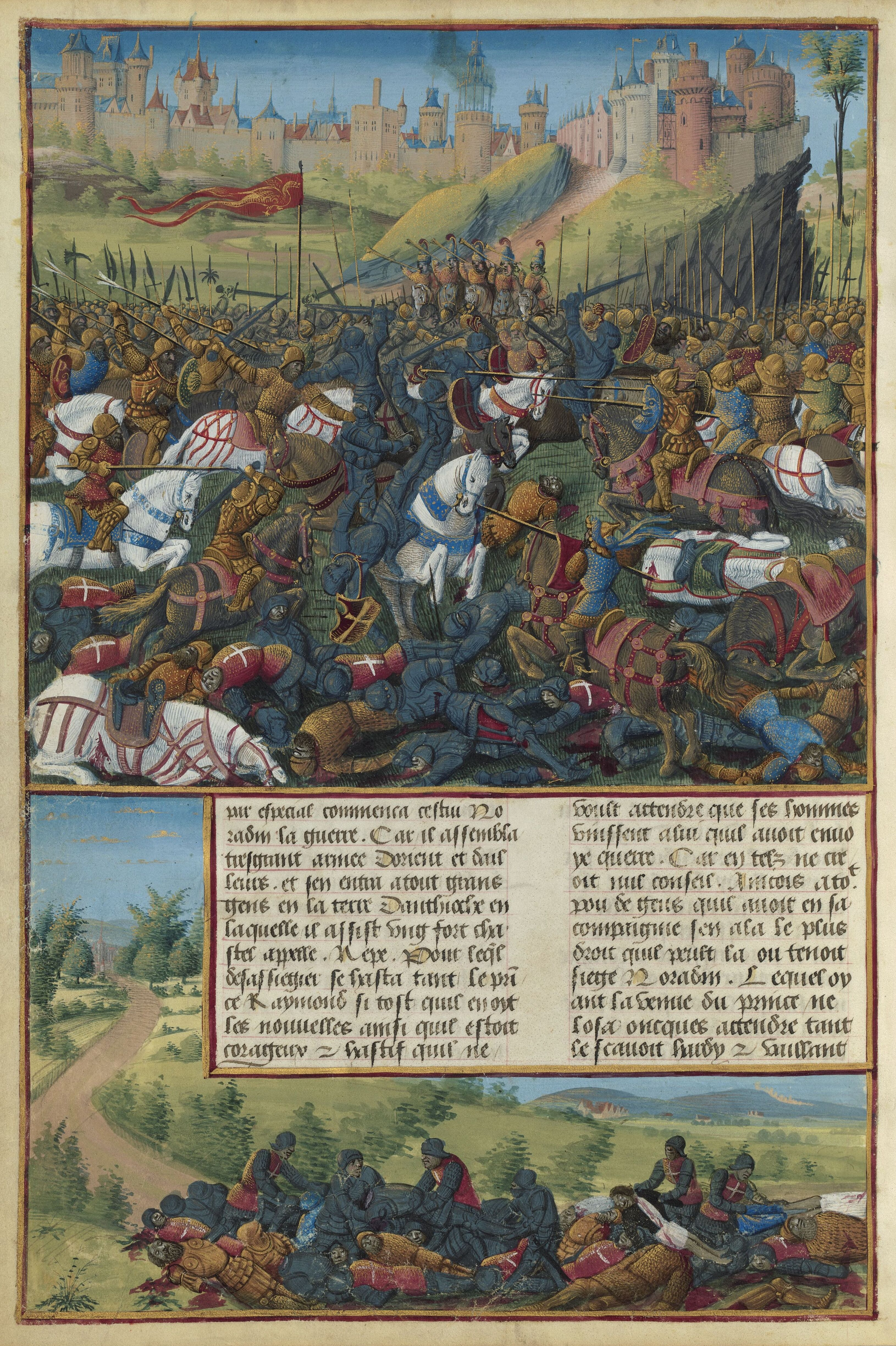
Bitwa pod Inab (1149) na XIV-wiecznej grafice

- 922 – Robert I został królem zachodnich Franków.
- 983 – Wybuchło wielkie powstanie Słowian połabskich. Powstańcy wywalczyli niepodległość i utrzymali ją do XII wieku.
- 984 – 4-letni król niemiecki Otton III, wychowywany od śmierci ojca Ottona II przez jego stryjecznego brata, księcia bawarskiego Henryka II Kłótnika, został oddany pod opiekę swej matce Teofano.
- 1149 – Wyprawy krzyżowe: klęska krzyżowców w bitwie pod Inab.
- 1194 – Sverre Sigurdsson został koronowany na króla Norwegii.
- 1236 – Rekonkwista: król Kastylii i Leónu Ferdynand III Święty zdobył Kordobę.
- 1298 – W bitwie pod Neuermühlen wojska zakonu krzyżackiego dowodzone przez komtura królewieckiego Bertolda Bruhavena pokonały Litwinów pod wodzą wielkiego księcia Witenesa.
- 1312 – Henryk VII Luksemburski został koronowany na cesarza rzymsko-niemieckiego.
- 1432 – Jan II został królem Cypru.
- 1438 – Albrecht II Habsburg został koronowany w Pradze na króla Czech.
- 1444 – Wojska albańskie pod wodzą Skanderbega pokonały armię turecką w bitwie na równinie Torvioll.
- 1531 – Na rządzonej od niedawna przez joannitów Malcie wybuchł bunt niewolników.
- 1534 – Francuz Jacques Cartier jako pierwszy Europejczyk wylądował na Wyspie Księcia Edwarda w Kanadzie.
- 1545 – Założono ogród botaniczny we włoskiej Padwie.
- 1613 – Spłonął Globe Theatre w Londynie.
- 1617 – Ferdynand II Habsburg został koronowany na króla Czech.
- 1623 – Odbyła się premiera debiutanckiej sztuki Miłość, honor i władza hiszpańskiego poety i dramaturga Pedro Calderóna de la Barcy.
- 1641 – Wojna trzydziestoletnia: stoczono bitwę pod Wolfenbüttel.
- 1644 – Angielska wojna domowa: wojska króla Karola I Stuarta pokonały siły Parlamentu w bitwie pod Cropredy Bridge.
- 1662 – Dionizy III został ekumenicznym patriarchą Konstantynopola.
- 1676 – Wojna skańska: wojska duńskie pod dowództwem króla Christiana V wylądowały pod Helsingborgiem, a następnie w ciągu miesiąca opanowały niemal całą Skanię.
- 1679 – Wojna Francji z koalicją hiszpańsko-austriacko-lotaryńską: w Saint-Germain-en-Laye elektor Brandenburgii Fryderyk Wilhelm I pod naciskiem francuskim podpisał traktat pokojowy ze sprzymierzoną z Francją Szwecją, zwracając jej zdobycze terytorialne oraz zawarł sojusz z królem Ludwikiem XV.
- 1694 – Wojna palatynacka: w bitwie pod Texel eskadra francuska pokonała eskadrę holenderską, ratując w ten sposób transport zboża z Gdańska dla głodującej Francji.
- 1707 – Wydano Dekrety de Nueva Planta dla Królestwa Walencji i Królestwa Aragonii, czego rezultatem było zniesienie w nich części prawa cywilnego.
- 1734 – Wojna o sukcesję polską: zwycięstwo wojsk francusko-sardyńskich nad austriackimi w bitwie pod Parmą.
- 1746 – Józef z Leonessy, Fidelis z Sigmaringen, Piotr Regalado i Katarzyna del Ricci zostali kanonizowani przez papieża Benedykta XIV.
- 1751 – Nuncjusz apostolski w Polsce abp Alberico Archinto poświęcił katedrę Świętej Trójcy w Dreźnie.
- 1756 – Wojna siedmioletnia: brytyjski garnizon na Minorce skapitulował przed Francuzami.
- 1782 – Zwodowano brytyjski slup wojenny HMS „Speedy”.
- 1797 – Napoleon Bonaparte utworzył w północnych Włoszech Republikę Cisalpińską.
- 1813 – Zwodowano brytyjski okręt badawczy i wojenny HMS „Terror”.
- 1849 – Wiosna Ludów: wojska francuskie wkroczyły do Rzymu, co oznaczało likwidację proklamowanej 9 lutego Republiki Rzymskiej.
- 1850 – Na wyspie Vancouver w zachodniej Kanadzie odkryto złoża węgla kamiennego.
- 1864:
  - W największej w historii Kanady katastrofie pociągu pasażerskiego na linii Quebec-Montreal zginęło 99 osób, a około 100 zostało rannych. Wśród ofiar było wielu polskich i niemieckich emigrantów.
  - Wojna prusko-duńska: wojska pruskie dokonały desantu na wyspę Alsen.
- 1865 – Papież Pius IX kanonizował 19 męczenników z Gorkum.
- 1866 – Uchwalono pierwszą konstytucję Rumunii.
- 1871 – Migel García Granados został prezydentem Gwatemali.
- 1873 – Założono muzeum w hiszpańskim mieście Huesca.
- 1880 – Tahiti utraciło suwerenność na rzecz Francji.
- 1881:
  - Papież Leon XIII wydał encyklikę Diuturnum illud o pochodzeniu władzy cywilnej.
  - Sudański kaznodzieja Muhammad Ahmad Ibn Abd Allah przybrał samowolnie tytuł Mahdiego i wzniecił pierwsze w Afryce zakończone sukcesem powstanie przeciwko europejskim kolonizatorom.
- 1898 – Gen. Luigi Pelloux został premierem Włoch.
- 1899:
  - Uruchomiono komunikację tramwajową w czeskim Pilźnie.
  - Zwodowano włoski krążownik pancerny „Giuseppe Garibaldi”.
- 1900 – Powstała Fundacja Nobla.
- 1901 – Zakończył się trzydniowy wyścig samochodowy Paryż-Berlin.
- 1904 – W Moskwie trąba powietrzna zniszczyła około 3 tys. domów.
- 1906 – W amerykańskim stanie Kolorado utworzono Park Narodowy Mesa Verde.
- 1908 – Papież Pius X ogłosił konstytucję apostolską Sapienti consilio wprowadzającą reformę Kurii Rzymskiej.
- 1910 – Powstała najstarsza na świecie Południowoafrykańska Unia Celna (SACU).
- 1912 – Lu Zhengxiang został premierem Republiki Chińskiej.
- 1913:
  - W brazylijskim mieście Caxias do Sul założono klub piłkarski EC Juventude.
  - Wybuchła II wojna bałkańska.
- 1916 – Dokonano oblotu Boeinga Model 1 (B&W Seaplane), dwupłatowego, jednosilnikowego wodnosamolotu, pierwszego zbudowanego w zakładach Boeinga.
- 1919 – Alfredo de Sá Cardoso został premierem Portugalii.
- 1925 – W trzęsieniu ziemi w Santa Barbara w Kalifornii zginęło 13 osób.
- 1926 – Arthur Meighen został po raz drugi premierem Kanady.
- 1927 – Całkowite zaćmienie Słońca widoczne nad Wyspami Brytyjskimi, Półwyspem Skandynawskim, północną Rosją i Aleutami.
- 1930 – Papież Pius XI kanonizował 8 męczenników kanadyjskich.
- 1931 – Aleksandyr Malinow został po raz trzeci premierem Bułgarii.
- 1935:
  - Do służby w niemieckiej Kriegsmarine wszedł pierwszy międzywojenny okręt podwodny U-1.
  - Poświęcono cerkiew św. Eleuteriusza w Bukareszcie.
- 1937 – Hiszpańska wojna domowa: wojska frankistowskie zajęły miasto Balmaseda w Kraju Basków.
- 1938 – W amerykańskim stanie Waszyngton utworzono Park Narodowy Olympic.
- 1939 – Na podstawie porozumienia francusko-tureckiego Państwo Hatay zostało przyłączone do Turcji.
- 1940 – Amerykanin Cornelius Warmerdam ustanowił we Fresno w Kalifornii rekord świata w skoku o tyczce (4,60 m).
- 1941:
  - Atak Niemiec na ZSRR: kapitulacja Mińska i twierdzy brzeskiej.
  - Rada Komisarzy Ludowych ZSRR i KC KPZR wydały dyrektywę wzywającą do prowadzenia wojny podziemnej i partyzanckiej na terenach pozostawionych przez Armię Czerwoną podczas odwrotu.
  - Rozpoczęła się operacja „Silberfuchs” – nieudana niemiecko-fińska próba zajęcia Murmańska.
  - Zakończył się pięciodniowy pogrom ludności żydowskiej w Kownie, przeprowadzony z niemieckiej inspiracji przez litewskich nacjonalistów, w wyniku którego zginęło 3800 osób.
- 1942 – II wojna światowa w Afryce: zwycięstwo wojsk niemiecko-włoskich w bitwie o Mersa Matruh w Egipcie (26-29 czerwca).
- 1944 – Japoński statek „Toyama Maru” został zatopiony na wodach archipelagu Riukiu przez amerykański okręt podwodny USS „Sturgeon”. Wraz z nim zginęło prawdopodobnie około 3,7 tys. japońskich żołnierzy i marynarzy.
- 1945 – Czechosłowacja scedowała na rzecz ZSRR Ruś Zakarpacką.
- 1946:
  - Władze Brytyjskiego Mandatu Palestyny przeprowadziły operację „Agata“.
  - Założono peruwiański klub piłkarski León Huánuco.
- 1947 – W leżącej na południu kraju miejscowości Målilla została zanotowana rekordowo wysoka temperatura (+38 °C) w historii Szwecji (ex aequo z Ultuną w 1933 roku).
- 1949 – Ostatni żołnierze amerykańscy opuścili Koreę Południową.
- 1950 – Podczas rozgrywanych w Brazylii IV Mistrzostw Świata w Piłce Nożnej, reprezentacja Anglii przegrała sensacyjnie na Estádio Independência w Belo Horizonte z USA 0:1 (tzw. „Cud na trawie”).
- 1951:
  - Arcybiskup Monachium i Freising Michael von Faulhaber wyświęcił na kapłanów Josepha Ratzingera (późniejszego papieża Benedykta XVI) i jego starszego brata Georga.
  - Konferencja Ogólna Międzynarodowej Organizacji Pracy przyjęła Konwencję w sprawie równego wynagrodzenia kobiet i mężczyzn.
- 1956 – Odbył się ślub Marilyn Monroe i dramatopisarza Arthura Millera.
- 1958 – Reprezentacja Brazylii została po raz pierwszy piłkarskim mistrzem świata, pokonując w finale turnieju rozgrywanego w Szwecji reprezentację gospodarzy 5:2.
- 1959 – Papież Jan XXIII wydał swoją pierwszą encyklikę Ad Petri Cathedram.
- 1960 – W Londynie otwarto główną siedzibę pionu telewizyjnego BBC – Television Centre (do 2013 roku).
- 1963 – Dokonano oblotu szwedzkiego samolotu szkolno-bojowego i rozpoznawczego Saab 105.
- 1966:
  - Juan Carlos Onganía został prezydentem Argentyny.
  - W katastrofie należącego do Philippine Airlines Douglasa DC-3 na filipińskiej wyspie Mindoro zginęło 26 z 28 osób na pokładzie.
- 1969 – Odbył się ostatni koncert „oryginalnego” The Jimi Hendrix Experience w składzie: Jimi Hendrix, Mitch Mitchell i Noel Redding.
- 1973 – Pierwsza (nieudana) próba obalenia przez wojsko socjalistycznego prezydenta Chile Salvadora Allende.
- 1976 – Seszele uzyskały niepodległość (od Wielkiej Brytanii).
- 1978 – Wietnam został członkiem Rady Wzajemnej Pomocy Gospodarczej.
- 1980:
  - Vigdís Finnbogadóttir wygrała wybory prezydenckie na Islandii, zostając pierwszą demokratycznie wybraną kobietą-prezydentem na świecie.
  - W katastrofie przepełnionego autobusu we wsi Huțani koło miasta Botoszany w Rumunii zginęło 48 osób, a 35 zostało rannych.
- 1981 – Hu Yaobang został sekretarzem generalnym KPCh.
- 1985 – Na kanaryjskiej wyspie La Palma zainaugurowało działalność Obserwatorium Roque de los Muchachos.
- 1986 – W rozegranym na Estadio Azteca w mieście Meksyk finale XIII Mistrzostw Świata w Piłce Nożnej Argentyna pokonała RFN 3:2.
- 1990 – Odbył się ślub młodszego syna japońskiej pary cesarskiej księcia Akishino z Kiko Kawashimą.
- 1992 – Prezydent Algierii Mohamed Boudiaf został zamordowany przez swego ochroniarza podczas publicznego wystąpienia w Annabie.
- 1995 – 502 osoby zginęły, a 937 zostało rannych w wyniku zawalenia galerii handlowej Sampoong w Seulu.
- 1996 – Ólafur Ragnar Grímsson wygrał wybory prezydenckie na Islandii.
- 1999 – Abdullah Öcalan, przywódca Partii Pracujących Kurdystanu, został skazany przez turecki sąd na karę śmierci.
- 2000 – W Norwegii otwarto podmorski drogowy Tunel Oslofjord.
- 2001 – Zlikwidowano należącą do koncernu Chrysler markę samochodową Plymouth.
- 2002:
  - Koffi Sama został premierem Togo.
  - Prezydent USA George W. Bush przekazał czasowo swoją władzę wiceprezydentowi Dickowi Cheneyowi na okres, kiedy miał przebywać pod narkozą podczas rutynowych badań lekarskich.
- 2004 – 24 osoby zginęły w katastrofie śmigłowca sił pokojowych ONZ w Sierra Leone.
- 2006:
  - Podjęto decyzję o uwolnieniu od 1 lipca kursu rubla rosyjskiego.
  - W Kuwejcie po raz pierwszy 28 kobiet znalazło się na listach kandydatów w wyborach parlamentarnych. Żadna nie uzyskała mandatu.
- 2007:
  - Na lotnisku w Bouaké został ostrzelany samolot premiera Wybrzeża Kości Słoniowej Guillaume’a Soro, w wyniku czego zginęły 4 osoby, a 10 zostało rannych.
  - Premiera iPhone’a.
  - Oskarżony o przestępstwa seksualne prezydent Izraela Mosze Kacaw podał się do dymisji.
  - W centrum Londynu policja rozbroiła 2 samochody-pułapki.
- 2008:
  - Inauguracja Roku Jubileuszowego św. Pawła, ogłoszonego przez papieża Benedykta XVI.
  - Prezydent Zambii Levy Mwanawasa doznał ciężkiego udaru mózgu przed planowanym rozpoczęciem szczytu Unii Afrykańskiej w egipskim Szarm el-Szejk.
  - W finale XIII Mistrzostw Europy w Piłce Nożnej Hiszpania pokonała w Wiedniu Niemcy 1:0.
- 2009 – W katastrofie kolejowej w Viareggio we Włoszech zginęły 32 osoby, a około 30 zostało rannych.
- 2010 – Pál Schmitt został wybrany przez Zgromadzenie Narodowe na urząd prezydenta Węgier.
- 2014 – Na okupowanych przez dżihadystów terenach w Syrii i Iraku proklamowano samozwańczy kalifat pod nazwą Państwo Islamskie.
- 2017:
  - Ana Brnabić, jako pierwsza kobieta, została premierem Serbii.
  - Mihai Tudose został premierem Rumunii.
- 2022 – Amerykański piosenkarz i producent muzyczny R. Kelly został skazany na 30 lat pozbawienia wolności za przestępstwa seksualne, handel kobietami i dziećmi w celach seksualnych i prowadzenie zorganizowanej działalności przestępczej.

## Eksploracja kosmosu
- 1971 – Trzej kosmonauci zginęli podczas powrotu na Ziemię kapsuły radzieckiego statku kosmicznego Sojuz 11.
- 1995 – Atlantis jako pierwszy wahadłowiec przycumował do rosyjskiej stacji kosmicznej Mir.
- 2012 – Zakończyła się chińska załogowa misja kosmiczna Shenzhou 9.
- 2015 – Rakieta Falcon 9 z ładunkiem dla Międzynarodowej Stacji Kosmicznej eksplodowała krótko po starcie z bazy wojsk lotniczych na przylądku Canaveral na Florydzie.

## Urodzili się
- 1318 – Jusuf I, władca Emiratu Grenady (zm. 1354)
- 1397 – Jan II Aragoński, król Aragonii i Nawarry (zm. 1479)
- 1475 – Beatrice d’Este, księżna Mediolanu (zm. 1497)
- 1482 – Maria Aragońska, królowa Portugalii (zm. 1517)
- 1487 – Andrea Corsali, włoski żeglarz (zm. ?)[potrzebny przypis]
- 1488 – Pedro Pacheco de Villena, hiszpański kardynał (zm. 1560)
- 1517 – Rembert Dodoens, flamandzki lekarz, herbarysta, botanik (zm. 1585)
- 1520 – Mikołaj Factor, hiszpański franciszkanin, malarz, błogosławiony (zm. 1583)
- 1528 – Juliusz, książę Brunszwiku-Wolfenbüttel i Brunszwiku-Calenberg (zm. 1589)
- 1540 – Ana de Mendoza y de la Cerda, hiszpańska arystokratka (zm. 1592)
- 1543 – Krystyna, landgrafini heska, księżna szlezwicko-holsztyńska (zm. 1604)
- 1556 – Jeremiasz z Wołoszczyzny, kapucyn, błogosławiony (zm. 1625)
- 1557 – Günther Waldeck-Wildungen, niemiecki arystokrata (zm. 1585)
- 1596 – Go-Mizunoo, cesarz Japonii (zm. 1680)
- 1609 – Pierre-Paul Riquet, francuski inżynier (zm. 1680)[potrzebny przypis]
- 1668 – Michael Wenzel Młodszy von Althann, austriacki arystokrata (zm. 1738)
- 1685 – Pierre Desfontaines, francuski jezuita, historyk, dziennikarz (zm. 1745)
- 1686 – Pietro Paolo Troisi, maltański złotnik, rzeźbiarz, medalier, projektant, rytownik, mistrz menniczy (zm. 1743)
- 1705 – Paul Joseph Riegger, austriacki prawnik, wykładowca akademicki (zm. 1775)
- 1729 – Anton Theodor von Colloredo-Waldsee-Mels, austriacki duchowny katolicki, arcybiskup ołomuniecki, kardynał (zm. 1811)
- 1730 – Charles Moore, brytyjski arystokrata, wojskowy, polityk (zm. 1822)
- 1737:
  - Platon (Lewszyn), rosyjski biskup prawosławny (zm. 1812)
  - Juan de Meneses Silva, hiszpański arystokrata, dyplomata (zm. 1792
- 1753 – Samuel John Potter, amerykański prawnik, polityk, senator (zm. 1804)
- 1758 – Katarzyna du Verdier de la Sorinière, francuska męczennica, błogosławiona (zm. 1794)
- 1776 – Louis Pierre Alphonse de Colbert, francuski generał (zm. 1843)[potrzebny przypis]
- 1777 – Piotr Strzyżewski, polski pułkownik (zm. 1854)
- 1793 – Josef Ressel, czeski wynalazca (zm. 1857)
- 1797:
  - Frederic Baraga, słoweńsko-amerykański duchowny katolicki, biskup Sault Sainte Marie-Marquette, Sługa Boży (zm. 1868)
  - Józef Lompa, polski pedagog, poeta, publicysta, działacz narodowy na Górnym Śląsku (zm. 1863)
- 1798:
  - Willibald Alexis, niemiecki pisarz (zm. 1871)[potrzebny przypis]
  - Giacomo Leopardi, włoski poeta, filozof (zm. 1837)
- 1800 – William Boxall, brytyjski malarz (zm. 1879)[potrzebny przypis]
- 1801 – Karol, książę pruski (zm. 1883)
- 1808:
  - Henryk Cieszkowski, polski pisarz (zm. 1873)
  - Kazimierz Stadnicki, polski hrabia, historyk (zm. 1886)
- 1810 – Louis Benoit van Houtte, belgijski botanik, wydawca (zm. 1876)
- 1813 – Paulina Krakowowa, polska pisarka, publicystka, redaktorka, nauczycielka, działaczka społeczna, animatorka polskiego szkolnictwa, założycielka i przełożona pensji dla dziewcząt (zm. 1882)
- 1814 – Piotr Semenenko, polski duchowny i teolog katolicki, współzałożyciel i przełożony generalny zmartwychwstańców, filozof (zm. 1886)
- 1815 – Jadwiga Lubomirska, polska księżna (zm. 1895)
- 1816 – Jacob van Zuylen van Nijevelt, holenderski dyplomata, polityk, premier Holandii (zm. 1890)
- 1818 – Angelo Secchi, włoski duchowny katolicki, astronom (zm. 1878)
- 1819:
  - Nicolae Bălcescu, rumuński pisarz, dziennikarz, rewolucjonista (zm. 1852)
  - Paweł Władysław Fabisz, polski duchowny katolicki, historyk Kościoła (zm. 1881)
- 1822 – Robert William Thomson, szkocki wynalazca, przemysłowiec (zm. 1873)
- 1830 – Piotr Umiński, polski urzędnik, działacz społeczny, kolekcjoner (zm. 1906)
- 1831 – (lub 1 czerwca) John Bell Hood, amerykański generał konfederacki (zm. 1879)
- 1832 – Rebeka Chobok Ar-Rajes, libańska zakonnica, święta (zm. 1914)
- 1833 – Peter Waage, norweski chemik, wykładowca akademicki (zm. 1900)
- 1835 – Celia Thaxter, amerykańska poetka, pisarka (zm. 1894)
- 1837 – Petre P. Carp, rumuński krytyk literacki, polityk, premier Rumunii (zm. 1919)
- 1839 – Władysław Koziebrodzki, polski ziemianin, pisarz, wspinacz, polityk (zm. 1893)
- 1842 – Josef Labor, austriacki pianista, kompozytor (zm. 1924)
- 1844:
  - Francesco Durante, włoski chirurg, neurochirurg (zm. 1934)
  - Piotr I Karadziordziewić, król Serbii, później Serbów, Chorwatów i Słoweńców (zm. 1921)
  - Paul Linke, niemiecki malarz (zm. 1919)
- 1847:
  - Paul Flechsig, niemiecki psychiatra, neuroanatom, neuropatolog (zm. 1929)
  - Charles Gide, francuski ekonomista, teoretyk spółdzielczości (zm. 1932)
- 1849:
  - Ołena Pcziłka, ukraińska pisarka, krytyk literacki, wydawczyni, etnografka, folklorystka (zm. 1930)
  - Siergiej Witte, rosyjski hrabia, polityk pochodzenia niemieckiego, premier Rosji (zm. 1915)
- 1852 – Olimpi Panow, bułgarski major, polityk, minister wojny (zm. 1887)
- 1853 – Władimir Staël von Holstein, rosyjski generał lejtnant pochodzenia niemieckiego (zm. 1921)
- 1854 – Stanisław Smolka, polski historyk (zm. 1924)
- 1855 – Alojzy Kosiba, polski franciszkanin, Sługa Boży (zm. 1939)
- 1861 – William James Mayo, amerykański botanik (zm. 1939)
- 1863:
  - Paweł Cyrus-Sobolewski, polski generał dywizji (zm. 1930)
  - Maria Kleniewska, polska działaczka społeczna i kulturalna (zm. 1947)
- 1864 – Pedro Pablo Peña, paragwajski polityk, prezydent Paragwaju (zm. 1943)
- 1866 – Ignacja Piątkowska, polska poetka, pisarka, dramatopisarka (zm. 1941)
- 1868:
  - Paweł Dehnel, polski działacz socjalistyczny i niepodległościowy (zm. 1939)
  - George Ellery Hale, amerykański astronom (zm. 1938)
- 1870:
  - Franciszek Francus, polski nauczyciel, pisarz ludowy, publicysta (zm. 1962)
  - Piotr Wójcik, polski działacz ruchu ludowego (zm. 1970)
- 1873:
  - Leo Frobenius, niemiecki etnolog, archeolog, afrykanista (zm. 1938)
  - Zygmunt Lipiński, niemiecki malarz, grafik pochodzenia polskiego (zm. 1940)
- 1877 – Ruurd Leegstra, holenderski wioślarz (zm. 1933)
- 1879:
  - Aleksandyr Cankow, bułgarski ekonomista, publicysta, polityk, premier Bułgarii (zm. 1959)
  - Benedetto Aloisi Masella, włoski kardynał (zm. 1970)
  - Harald Smith, norweski kombinator norweski (zm. 1977)
- 1880:
  - Ludwig Beck, niemiecki generał, szef Sztabu Generalnego Wojsk Lądowych III Rzeszy (zm. 1944)
  - Siegmund Kalischer, niemiecki pisarz, eseista, dziennikarz (zm. 1911)
- 1881:
  - Curt Sachs, niemiecki muzykolog (zm. 1959)
  - Louis Trousselier, francuski kolarz szosowy (zm. 1939)
  - Piotr Wiśniewski, polski botanik, wykładowca akademicki (zm. 1971)
- 1882 – Franz Seldte, niemiecki polityk, działacz nazistowski, minister pracy (zm. 1947)
- 1883 – Elwira od Narodzenia NMP Torrentallé Paraire, hiszpańska karmelitanka miłosierdzia, męczennica, błogosławiona (zm. 1936)
- 1885 – Pedro Humberto Allende, chilijski kompozytor (zm. 1959)
- 1886:
  - William Fielding Ogburn, amerykański socjolog, statystyk, wykładowca akademicki (zm. 1959)
  - Ada Sari, polska śpiewaczka operowa (sopran koloraturowy), aktorka, pedagog (zm. 1968)
  - Robert Schuman, francuski polityk, premier Francji, jeden z ojców Unii Europejskiej (zm. 1963)
- 1888:
  - Stanisław Piotr Koczorowski, polski bibliotekarz, bibliograf, bibliofil (zm. 1958)
  - Tadeusz Majerski, polski kompozytor, pianista, pedagog (zm. 1963)
  - Władimir Wietczinkin, rosyjski naukowiec zajmujący się aerodynamiką i astrodynamiką (zm. 1950)
- 1890:
  - Hendrikje van Andel-Schipper, holenderska superstulatka (zm. 2005)
  - Henryk Canadell Quintana, hiszpański duchowny katolicki, męczennik, błogosławiony (zm. 1936)
  - Michał Pieszko, polski historyk, pedagog (zm. 1969)
- 1891:
  - Piotr Urbańczyk, polski funkcjonariusz policji, powstaniec śląski (zm. 1940)
  - Palladiusz (Widybida-Rudenko), ukraiński biskup prawosławny, polityk (zm. 1971)
- 1892:
  - Paweł Budzik, polski major administracji (zm. 1939)
  - Józef Maliszewski, polski aktor (zm. 1972)
  - (lub 26 czerwca) Stefan Norblin, polski artysta plastyk, malarz, karykaturzysta, ilustrator, plakacista, projektant wnętrz, architektury i mody (zm. 1952)
- 1893:
  - Eduard Čech, czeski matematyk (zm. 1960)
  - Werner Steinhauser, niemiecki pilot wojskowy, as myśliwski (zm. 1918)
- 1894 – Einar Fróvin Waag, farerski przedsiębiorca, polityk (zm. 1989)
- 1895:
  - Paul Gorguloff, rosyjski zamachowiec (zm. 1932)
  - Józef Mańkowski, polski duchowny katolicki, Sługa Boży (zm. 1939)
  - Olivia Patricia Thomas, amerykańska superstulatka (zm. 2009)[potrzebny przypis]
- 1896:
  - William Denis Battershill, brytyjski wojskowy, polityk, urzędnik kolonialny, dyplomata (zm. 1959)
  - Uładzisłau Kazłouski, białoruski działacz oświatowy, społeczno-kulturalny i narodowy, poeta, publicysta (zm. 1943)
  - Tadeusz Żarski, polski nauczyciel, działacz komunistyczny, polityk, poseł na Sejm RP (zm. 1934)
- 1897:
  - Willem Cobben, holenderski duchowny katolicki, biskup helsiński (zm. 1985)
  - Ottmar Gerster, niemiecki kompozytor, pedagog (zm. 1969)
- 1898:
  - Joe Magliocco, amerykański gangster pochodzenia włoskiego (zm. 1963)
  - Władysław Nowakowski, polski major AK, uczestnik powstania warszawskiego (zm. 1964)
- 1899:
  - Carlyle Smith Beals, kanadyjski astronom (zm. 1979)
  - Zofia Galewska, polska okulistka, działaczka społeczna (zm. 1997)
- 1900:
  - Antoine de Saint-Exupéry, francuski prozaik, poeta, pilot (zm. 1944)
  - Piotr Łoboz, polski pianista (zm. 1968)
- 1901:
  - Nelson Eddy, amerykański piosenkarz, aktor (zm. 1967)
  - Ed Gardner, amerykański aktor, komik, producent filmowy (zm. 1963)
  - Rudolf Kock, szwedzki piłkarz, brydżysta (zm. 1979)
  - Henryk Kołodziejczyk, polski działacz partyjny i państwowy, poseł na Sejm Ustawodawczy, wojewoda warszawski, przewodniczący Prezydiów Wojewódzkich Rad Narodowych we Wrocławiu i Koszalinie (zm. 1962)
  - Piotr Osiadły, polski sierżant (zm. 1920)
- 1902:
  - Piotr Gajewski, polski działacz socjalistyczny i związkowy, polityk, poseł na Sejm PRL (zm. 1975)
  - Toma Petre Ghițulescu, rumuński geolog, geofizyk, polityk (zm. 1983)
  - Piotr Goriemykin, radziecki generał major służby inżynieryjno-artyleryjskiej, polityk (zm. 1976)
- 1903 – William C. Mellor, amerykański operator filmowy (zm. 1963)
- 1904:
  - Witold Hurewicz, polski matematyk, wykładowca akademicki (zm. 1956)
  - Umberto Mozzoni, włoski kardynał, nuncjusz apostolski (zm. 1983)
- 1905:
  - Manuel Altolaguirre, hiszpański poeta (zm. 1959)
  - Tadeusz Kuczma, polski prawnik, kryminolog (zm. 1940)
  - Jan Oliskiewicz, polski działacz komunistyczny, polityk, poseł na Sejm PRL (zm. 1984)
  - Wiesław Opalski, polski astronom (zm. 1982)
  - Wacław Schayer, polski działacz ludowy, polityk, poseł na Sejm PRL (zm. 1959)
  - Louis Scutenaire, belgijski prozaik, poeta (zm. 1987)
- 1906:
  - Iwan Czerniachowski, radziecki generał armii (zm. 1945)
  - Cezary Nowicki, polski generał brygady (zm. 1978)
- 1908:
  - Edward Ałaszewski, polski wszechstronny sportowiec, grafik, karykaturzysta (zm. 1983)
  - Leroy Anderson, amerykański kompozytor (zm. 1975)
  - Fritz Feierabend, szwajcarski bobsleista (zm. 1978)
  - Cyrus Gordon, amerykański semitysta, filolog hebrajski pochodzenia żydowskiego (zm. 2001)
  - John Hench, amerykański rysownik, animator (zm. 2004)
  - Virginia Irwin, amerykańska dziennikarka (zm. 1980)
  - Erik Lundqvist, szwedzki lekkoatleta, oszczepnik (zm. 1963)
- 1909:
  - Stanisław Witold Balicki, polski publicysta, krytyk teatralny (zm. 1978)[potrzebny przypis]
  - Reimond Tollenaere, flamandzki nacjonalistyczny działacz polityczny, kolaborant (zm. 1942)
- 1910 – Frank Loesser, amerykański kompozytor (zm. 1969)
- 1911:
  - Bernhard, książę Holandii (zm. 2004)
  - Bernard Herrmann, amerykański kompozytor muzyki filmowej (zm. 1975)
- 1912:
  - Janina Kulczycka-Saloni, polska historyk literatury (zm. 1998)
  - John Toland, amerykański historyk, pisarz (zm. 2004)[potrzebny przypis]
- 1913:
  - Hans Knecht, szwajcarski kolarz szosowy, torowy i przełajowy (zm. 1986)
  - Gorazd Zvonický, słowacki duchowny katolicki, misjonarz, tłumacz, poeta (zm. 1995)
- 1914 – Jerzy Rawicz, polski pisarz, publicysta, tłumacz (zm. 1980)[potrzebny przypis]
- 1915 – Witold Czachórski, polski prawnik, wykładowca akademicki (zm. 1995)
- 1916 – Jan Kazimierz Kosiński, polski scenograf, teatrolog, eseista (zm. 1974)
- 1917:
  - Pawieł Samkow, radziecki polityk (zm. ?)
  - Natale Vecchi, włoski zapaśnik (zm. 1988)
- 1919:
  - Oberdan Catani, brazylijski piłkarz (zm. 2014)
  - Ernesto Corripio y Ahumada, meksykański duchowny katolicki, arcybiskup miasta Meksyk, kardynał (zm. 2008)
  - Anna Czapska, polska architektka (zm. 2007)
  - Slim Pickens, amerykański aktor (zm. 1983)
  - Lloyd Richards, kanadyjsko-amerykański aktor, reżyser teatralny (zm. 2006)[potrzebny przypis]
  - Bolesław Thiem, polski malarz (zm. 1965)
- 1920:
  - Tom Blohm, norweski piłkarz, bramkarz, trener (zm. 2000)
  - Odo Fusi Pecci, włoski duchowny katolicki, biskup Senigalli (zm. 2016)
  - Ray Harryhausen, amerykański twórca efektów specjalnych, aktor, producent filmowy pochodzenia niemieckiego (zm. 2013)
  - Karl Molitor, szwajcarski narciarz alpejski (zm. 2014)
  - Aldo Novarese, włoski projektant czcionek (zm. 1995)
  - César Rodríguez, hiszpański piłkarz (zm. 1995)
- 1921:
  - Frédéric Dard, francuski pisarz (zm. 2000)[potrzebny przypis]
  - Helena Harajda, polska muzykolog, akustyk, profesor (zm. 2011)
  - Jean Kent, brytyjska aktorka (zm. 2013)
  - Aldona Rymsza, polska łączniczka i sanitariuszka AK (zm. 2009)
  - Harry Schell, amerykański kierowca wyścigowy (zm. 1960)
  - Benjamin Vanninen, fiński biegacz narciarski (zm. 1975)
- 1922:
  - Georg Marischka, austriacki reżyser filmowy, aktor (zm. 1999)
  - Adam Mitura, polski nauczyciel, działacz opozycji antykomunistycznej, polityk (zm. 2019)
  - Vasko Popa, jugosłowiański poeta (zm. 1991)
- 1923:
  - Stanisław Cozaś, polski działacz polityczny prezydent Poznania (zm. 1998)
  - Piotr Janik, polski artysta fotograf (zm. 1981)
  - Guðmundur Kjærnested, islandzki komandor Straży Wybrzeża (zm. 2005)
- 1924 – Gustaw Lutkiewicz, polski aktor, piosenkarz (zm. 2017)
- 1925:
  - Robert Hébras, francuski członek ruchu oporu w trackie II wojny światowej (zm. 2023)
  - Giorgio Napolitano, włoski prawnik, polityk, minister spraw wewnętrznych, prezydent Włoch (zm. 2023)
  - Cara Williams, amerykańska aktorka (zm. 2021)
- 1926:
  - Olga Chrobra, polska pisarka, rzeźbiarka (zm. 1994)
  - Maria Gołaszewska, polska filozof (zm. 2015)
  - Dżabir as-Sabah, emir Kuwejtu (zm. 2006)
- 1927:
  - Marian Orczykowski, polski duchowny katolicki, kapucyn, harcmistrz ZHR, duszpasterz, kapelan harcerzy (zm. 2024)
  - Kenneth Snelson, amerykański rzeźbiarz (zm. 2016)
- 1928:
  - Ian Bannen, szkocki aktor (zm. 1999)
  - Alfredo Biondi, włoski prawnik, polityk, minister sprawiedliwości (zm. 2020)
- 1929:
  - Pat Crawford Brown, amerykańska aktorka (zm. 2019)
  - Oriana Fallaci, włoska dziennikarka, pisarka (zm. 2006)
  - Peter George, amerykański sztangista (zm. 2021)
  - Alicja Raciszówna, polska aktorka (zm. 1989)
  - Zygmunt Sadowski, polski kardiolog (zm. 2018)
  - Wanda Tumidajewicz, polska siatkarka (zm. 1987)
  - Jerzy Wroński, polski neurochirurg (zm. 2011)
- 1930:
  - Ernst Albrecht, niemiecki menedżer, dyplomata, polityk (zm. 2014)
  - Robert Evans, amerykański aktor, producent filmowy pochodzenia żydowskiego (zm. 2019)
  - Émile Marcus, francuski duchowny katolicki, arcybiskup Tuluzy
  - Anatolij Maslonkin, rosyjski piłkarz (zm. 1988)
  - Sławomir Mrożek, polski prozaik, dramaturg, rysownik (zm. 2013)
- 1931 – Alina Obidniak, polska aktorka, reżyserka teatralna, feministka, działaczka ekologiczna (zm. 2021)
- 1932:
  - Stanisław Balcerzyk, polski matematyk (zm. 2005)
  - Boutros Gemayel, libański duchowny maronicki, arcybiskup Cypru (zm. 2021)
  - Zygmunt Jędrzejewski, polski robotnik, polityk, poseł na Sejm PRL
  - Soon-Tek Oh, amerykański aktor, reżyser teatralny pochodzenia koreańskiego (zm. 2018)
- 1933:
  - Pedro Aranda Díaz-Muñoz, meksykański duchowny katolicki, arcybiskup Tulancingo (zm. 2018)
  - Piero Barucci, włoski ekonomista, nauczyciel akademicki, menedżer, polityk
  - Carol Sutton, amerykańska dziennikarka (zm. 1985)
- 1934:
  - Corey Allen, amerykański aktor, reżyser i scenarzysta filmowy (zm. 2010)[potrzebny przypis]
  - Henning Kronstam, duński baletmistrz (zm. 1995)
- 1935:
  - Monika Gierzyńska‑Dolna, polska specjalistka w zakresie budowy i eksploatacji maszyn, biocybernetyki i inżynierii biomedycznej, wykładowczyni akademicka (zm. 2021)
  - Zdzisław Kośmicki, polski inżynier mechanik, specjalista w zakresie maszyn rolniczych, wykładowca akademicki (zm. 2018)
  - Kazimierz Pliszka, polski doktor nauk ogrodniczych (zm. 2008)
- 1936:
  - Kazimierz Braun, polski reżyser teatralny, pisarz, profesor nauk humanistycznych
  - David Jenkins, amerykański łyżwiarz figurowy
  - Kigeli V, władca belgijskiego terytorium powierniczego Rwandy (zm. 2016)
  - Harmon Killebrew, amerykański baseballista (zm. 2011)
  - Stanisław Srokowski, polski prozaik, poeta
- 1937:
  - Piero Biggio, włoski duchowny katolicki, arcybiskup, nuncjusz apostolski (zm. 2007)
  - Ja’ir Nosowski, izraelski piłkarz, bramkarz
  - Stanisław Olas, polski prawnik, polityk, poseł na Sejm RP, wicemarszałek województwa łódzkiego (zm. 2012)
  - Oleg Tiurin, rosyjski wioślarz, trener (zm. 2010)
  - Ewa Maria Pracht, kanadyjska jeźdźczyni sportowa (zm. 2021)
- 1938:
  - Jadwiga Dawidziuk, poetka, autorka tekstów piosenek, kompozytorka, działaczka kulturalna
  - Natalia Kot-Wala, polska gimnastyczka
  - Giampaolo Menichelli, włoski piłkarz
  - Anna Sitarska, polska bibliotekoznawczyni, doktor habilitowany nauk humanistycznych
- 1939:
  - Sante Gaiardoni, włoski kolarz torowy i szosowy (zm. 2023)
  - Wiktor Grieś, ukraiński reżyser filmowy
  - Piotr Węgleński, polski biolog, genetyk, profesor nauk biologicznych (zm. 2024)
- 1940:
  - Ron Brown, szkocki polityk (zm. 2007)[potrzebny przypis]
  - Zenon Pigoń, polski nauczyciel, działacz opozycji antykomunistycznej, polityk, poseł na Sejm PRL (zm. 2023)
  - Walter Legel, austriacki sztangista (zm. 1999)
- 1941:
  - Luis Colina, kolumbijski strzelec sportowy
  - Margitta Gummel, niemiecka lekkoatletka, kulomiotka (zm. 2021)
  - Brigitte Heinrich, niemiecka polityk, eurodeputowana (zm. 1987)
  - Piotr Stępień, polski rolnik, samorządowiec, polityk, senator RP
  - Jacques Toubon, francuski samorządowiec, polityk, eurodeputowany
  - Henryk Wittig, polski piłkarz, bramkarz (zm. 1998)
- 1942:
  - Virginio Bettini, włoski geograf, dziennikarz, polityk, eurodeputowany (zm. 2020)
  - Wolfgang Kramer, niemiecki projektant gier planszowych
  - Piotr Suski, polski piłkarz (zm. 2009)
  - Bas van der Vlies, holenderski nauczyciel, polityk (zm. 2021)
- 1943:
  - Gerhard Auer, niemiecki wioślarz (zm. 2019)
  - Maria Bujańska, polska poetka, pisarka, pianistka (zm. 1999)
  - Little Eva, amerykańska piosenkarka (zm. 2003)[potrzebny przypis]
  - Gene Littles, amerykański koszykarz, trener (zm. 2021)
  - Maureen O’Brien, brytyjska aktorka, pisarka
- 1944:
  - Gary Busey, amerykański aktor, scenarzysta filmowy
  - Lars Grini, norweski skoczek narciarski
  - Agnieszka Morawińska, polska historyk i krytyk sztuki, dyplomata, urzędniczka państwowa
  - Seán O’Malley, amerykański duchowny katolicki, arcybiskup Bostonu, kardynał
  - Bob Rule, amerykański koszykarz (zm. 2019)
- 1945:
  - Marek Gajewski, polski aktor, spiker, lektor, prezenter telewizyjny (zm. 1995)
  - Chandrika Kumaratunga, lankijska polityk, prezydent Sri Lanki
- 1946:
  - Egon von Furstenberg, szwajcarski projektant mody (zm. 2004)[potrzebny przypis]
  - Ernesto Pérez Balladares, panamski polityk, prezydent Panamy
- 1947:
  - Brian Herbert, amerykański pisarz science fiction
  - Richard Lewis, amerykański aktor, komik (zm. 2024)
  - John Baptist Odama, ugandyjski duchowny katolicki, arcybiskup Gulu
  - Ljiljana Raičević, serbska pielęgniarka, działaczka na rzecz praw człowieka, feministka
- 1948:
  - Yvan Blot, francuski polityk, urzędnik państwowy, publicysta, eurodeputowany (zm. 2018)
  - Ian Paice, brytyjski perkusista, członek zespołu Deep Purple
- 1949:
  - Piotr Bednarz, polski działacz opozycji antykomunistycznej (zm. 2009)
  - Włodzimierz Ilnicki, polski brydżysta (zm. 2024)
  - Józef Pawlak, polski ekonomista, polityk, samorządowiec, poseł na Sejm RP (zm. 2012)
  - Marta Skrzypińska, polska lekkoatletka, sprinterka i płotkarka
- 1950:
  - Heinz Becker, austriacki polityk
  - Jo Ann Davis, amerykańska polityk (zm. 2007)
  - Piotr Dzięcioł, polski producent filmowy
  - Robert Elsie, kanadyjski językoznawca, literaturoznawca, tłumacz (zm. 2017)
  - Gaston Gibéryen, luksemburski samorządowiec, związkowiec, polityk
  - Władysław Kiraga, polski samorządowiec, burmistrz Nowego Warpna (zm. 2020)
- 1951:
  - Charles Balvo, amerykański duchowny katolicki, arcybiskup, nuncjusz apostolski
  - Janusz Brzozowski, polski piłkarz ręczny
  - Ireneusz Lazurowicz, polski piłkarz (zm. 2020)
  - Ray Lunny III, amerykański bokser
  - Don Rosa, amerykański autor komiksów pochodzenia włoskiego
- 1952:
  - Don Carlos, jamajski muzyk reggae, współzałożyciel zespołu Black Uhuru
  - Piotr Jania, polski polityk, samorządowiec, wojewoda zachodniopomorski (zm. 2016)
- 1953:
  - Rita Bottiglieri, włoska lekkoatletka, sprinterka i wieloboistka
  - Colin Hay, szkocko-australijski aktor, muzyk, założyciel i wokalista zespołu Men at Work
  - Krzysztof (Pulec), czeski duchowny prawosławny, metropolita ziem czeskich i Słowacji
- 1954:
  - Leovegildo Lins da Gama Júnior, brazylijski piłkarz, trener
  - Nikodem Skotarczak, polski przestępca (zm. 1998)
- 1955:
  - Piotr Jarecki, polski duchowny katolicki, biskup pomocniczy warszawski
  - Fritz Kuhn, niemiecki polityk, burmistrz Stuttgartu
- 1956:
  - Ewa Biała, polska aktorka
  - Bogusław Cupiał, polski przedsiębiorca, działacz piłkarski
  - Leszek Doliński, polski koszykarz, trener
  - Paweł Lamla, polski generał dywizji
  - Eugeniusz Moś, polski samorządowiec, prezydent Świętochłowic
  - Paweł Sajdek, polski orientalista, indolog, sanskrytolog, tłumacz, poliglota (zm. 2021)
  - Pedro Santana Lopes, portugalski polityk, premier Portugalii
- 1957:
  - Barbara Allende, hiszpańska fotografka, projektantka okładek (zm. 2022)
  - Maria Conchita Alonso, amerykańska aktorka, piosenkarka pochodzenia kubańskiego
  - Ronald Asmus, amerykański polityk, dyplomata (zm. 2011)
  - Gurbanguly Berdimuhamedow, turkmeński lekarz, polityk, prezydent Turkmenistanu
  - Krzysztof Bielski, polski lekarz, poeta
  - Patrick Bornhauser, francuski kierowca wyścigowy
  - Leslie Browne, amerykańska tancerka, aktorka
  - Sławomir Chabiński, polski lekarz, polityk, poseł na Sejm RP
- 1958:
  - Piotr Adamczyk, polski pisarz, dziennikarz
  - Dieter Althaus, niemiecki nauczyciel, polityk
  - Oana Lungescu, rumuńska dziennikarka
  - Rosa Mota, portugalska lekkoatletka, maratonka
  - Ralf Rangnick, niemiecki piłkarz, trener
- 1959:
  - Mike Bauer, amerykański tenisistka
  - Elżbieta Lanc, polska nauczycielka, polityk, wicewojewoda mazowiecki
  - Piotr Mucharski, polski dziennikarz, publicysta
- 1960:
  - Piotr Bauć, polski pedagog, polityk, poseł na Sejm RP
  - Mariusz Bogdanowicz, polski muzyk jazzowy, kontrabasista, kompozytor, aranżer, publicysta, pedagog, producent muzyczny, wydawca
  - Luiz Onmura, brazylijski judoka (zm. 2024)
  - Jan Stawisiński, polski górnik (zm. 1982)
- 1961:
  - Agnes Alpers, niemiecka polityk
  - Krasimir Bezinski, bułgarski piłkarz (zm. 2019)
  - Kimberlin Brown, amerykańska aktorka
  - Meredith Gardner, kanadyjska narciarka dowolna
  - Greg Hetson, amerykański gitarzysta, członek zespołów: Circle Jerks i Bad Religion
  - Sharon Lawrence, amerykańska aktorka
  - Victor Emilio Masalles Pere, dominikański duchowny katolicki, biskup Baní
  - István Messzi, węgierski sztangista (zm. 1991)
  - Jörg Meuthen, niemiecki ekonomista, wykładowca akademicki, polityk, eurodeputowany
  - Dimitris Sarawakos, grecki piłkarz
- 1962:
  - Ołeksandr Abdullin, ukraiński dziennikarz, przedsiębiorca, polityk
  - Anișoara Cușmir-Stanciu, rumuńska lekkoatletka, skoczkini w dal
  - Joan Laporta, hiszpański działacz piłkarski
  - Guy Lecluyse, francuski aktor komediowy
  - Mikałaj Markiewicz, białoruski dziennikarz, polityk
  - George Zamka, amerykański astronauta pochodzenia polsko-kolumbijskiego
  - Piotr Żyto, polski żużlowiec, trener
- 1963:
  - Iris Hoffmann, niemiecka polityk
  - Cassandra Kelly, nowozelandzka lekkoatletka, tyczkarka
  - Anne-Sophie Mutter, niemiecka skrzypaczka
  - Piotr Sidorkiewicz, polski hokeista, bramkarz, trener
  - Piotr Wojciech Wójcik, polski prawnik, polityk, poseł na Sejm RP
- 1964:
  - Dariusz Biskupski, polski aktor
  - Philippe Grivel, szwajcarski kolarz torowy i szosowy
  - Artur Przygoda, polski gitarzysta, kompozytor, realizator dźwięku, członek i współzałożyciel zespołu Farba (zm. 2021)
  - Steve Zing, amerykański perkusista basista, członek zespołów: Samhain, The Undead, Danzig i Doomtree
- 1965:
  - Tripp Rex Eisen, amerykański gitarzysta, członek zespołów: Murderdolls, Dope i Static-X
  - Agnieszka Kluk-Kochańska, polska aktorka, dziennikarka, prezenterka telewizyjna (zm. 2017)
  - Marek Kwieciński, polski siatkarz, trener
  - Lars Otto Olsen, duński kolarz torowy
  - Zeebee, austriacka piosenkarka, kompozytorka
- 1966:
  - Ünal Karaman, turecki piłkarz, trener
  - Piotr Krasny, polski historyk sztuki
  - Michael Olson, amerykański duchowny katolicki, biskup Fort Worth
  - Andriej Simonow, rosyjski dowódca wojskowy, generał major (zm. 2022)
- 1967:
  - Ben Buckley, australijski futbolista, działacz sportowy, przedsiębiorca
  - John Feldmann, amerykański muzyk, producent muzyczny, lider zespołu Goldfinger
  - Melora Hardin, amerykańska aktorka
  - Carl Hester, brytyjski jeździec sportowy
  - Eskil Suter, szwajcarski motocyklista wyścigowy
- 1968:
  - Theoren Fleury, kanadyjski hokeista, działacz sportowy
  - Keith Hughes, amerykański koszykarz, trener (zm. 2014)
  - Andrzej Kozłowski, polski sztangista, trener
  - Bejun Mehta, amerykański śpiewak operowy (kontratenor) pochodzenia indyjskiego
  - Óscar Rebolleda, hiszpański baseballista
  - Peter Rehberg, brytyjski twórca muzyki elektronicznej (zm. 2021)
- 1969:
  - Daniël Boissevain, holenderski aktor
  - Magda Masny, polska modelka
  - Tracey Shepherd, australijska lekkoatletka, tyczkarka
  - Piotr Tymiński, polski historyk, pisarz
- 1970:
  - Angelika Mlinar, austriacka i słoweńska prawnik, polityk
  - Melanie Paschke, niemiecka lekkoatletka, sprinterka
  - Magda Turowska, polska piosenkarka, muzyk, menedżer kultury
  - Mike Vallely, amerykański skater
- 1971:
  - Cléber Chalá, ekwadorski piłkarz
  - Anthony Hamilton, angielski snookerzysta
  - Magdalena Parys, polska poetka, pisarka, tłumaczka
  - Rafał Piotrowiak, polski perkusista, członek zespołów: Pidżama Porno i Strachy na Lachy
  - Ingar Zach, norweski perkusista, członek zespołu Looper
- 1972:
  - Kirk Johnson, kanadyjski bokser
  - Ana Mendes Godinho, portugalska prawnik, polityk
  - Cristina Pîrv, rumuńska siatkarka
  - Samantha Reed Smith, amerykańska uczennica, działaczka pokojowa (zm. 1985)
- 1973:
  - George Hincapie, amerykański kolarz szosowy pochodzenia kolumbijskiego
  - Kenneth Karlsen, norweski piłkarz
  - Renata Rak, polska nauczycielka, samorządowiec, posłanka na Sejm RP
- 1974:
  - Siniša Hajdaš Dončić, chorwacki ekonomista, samorządowiec, polityk
  - Farly Yovany Gil Betancur, kolumbijski duchowny katolicki, biskup Montelíbano
  - Janusz Kruciński, polski aktor
  - Flo Mounier, francuski perkusista, wokalista, członek zespołów: Necrosis, Cryptopsy, Temple of Thieves, Digital Doomzday, Nader Sadek i Annihilator
  - Andrea Müller, niemiecka lekkoatletka, tyczkarka
- 1975:
  - Mónica Estarreado, hiszpańska aktorka pochodzenia kolumbijskiego
  - Rob Fowler, kanadyjski curler
  - Katarzyna Matusik-Lipiec, polska działaczka samorządowa, polityk, poseł na Sejm RP
  - José Luis Moltó, hiszpański siatkarz
  - Paweł Sałek, polski menedżer, urzędnik państwowy
- 1976:
  - Daniel Carlsson, szwedzki kierowca rajdowy
  - Omar Doom, amerykański aktor, muzyk
  - Bret McKenzie, nowozelandzki muzyk, członek zespołu Flight of the Conchords, aktor
- 1977:
  - Sam Bailey, brytyjska piosenkarka
  - Cristian Cásseres, wenezuelski piłkarz pochodzenia kolumbijskiego
  - Will Kemp, brytyjski aktor
  - Mehdi Méniri, algierski piłkarz
  - Joanna Pokojska, polska aktorka
  - Zuleikha Robinson, brytyjska aktorka
  - Nadine Rohr, szwajcarska lekkoatletka, tyczkarka
  - Ewelina Serafin, polska aktorka
  - Mariusz Skrzesiński, polski judoka
- 1978:
  - Lorgio Álvarez, boliwijski piłkarz
  - Magdalena Salik, polska dziennikarka, pisarka fantasy
  - Nicole Scherzinger, amerykańska wokalistka, członkini zespołu The Pussycat Dolls
  - Dirk Schrade, niemiecki jeździec sportowy
  - Paweł Sobczak, polski piłkarz
- 1979:
  - Artur Avila, brazylijsko-francuski matematyk
  - Clementine Ford, amerykańska aktorka
  - Michał Kowalonek, polski muzyk, wokalista, członek zespołów: Myslovitz i Snowman
  - Jehuda Lewi, izraelski aktor, model
  - Alejo Sauras, hiszpański aktor
  - Joanna Tofilska, polska historyk, muzealnik
  - Jafet Uutoni, namibijski bokser
  - Marleen Veldhuis, holenderska pływaczka
- 1980:
  - Georgia Brown, włosko-brazylijska piosenkarka
  - James Courtney, australijski kierowca wyścigowy
  - Teja Gregorin, słoweńska biathlonistka
  - Katherine Jenkins, walijska piosenkarka
  - Marcel Kolaja, czeski informatyk, polityk, eurodeputowany
  - Konstantin Panow, rosyjski hokeista
  - Martin Truex Jr., amerykański kierowca wyścigowy
  - Zhang Pengxiang, chiński szachista
- 1981:
  - Kristina Flognman, szwedzka piłkarka ręczna
  - Joe Johnson, amerykański koszykarz
  - Tyrone Loran, holenderski piłkarz
- 1982:
  - Kelsie Hendry, kanadyjska lekkoatletka, tyczkarka
  - Pablo Herrera, hiszpański siatkarz plażowy
  - Giancarlo Maldonado, wenezuelski piłkarz
  - Lily Rabe, amerykańska aktorka
  - Somkid Rakjun, tajski kickbokser, zawodnik boksu tajskiego
  - Admir Vladavić, bośniacki piłkarz
- 1983:
  - Pedro Cabral, portugalski rugbysta
  - Oana Paola Nistor, rumuńska wokalistka, członkini zespołu Activ
  - Paweł Woicki, polski siatkarz
- 1984:
  - Olivier Beaudoin, kanadyjski perkusista, członek zespołu Kataklysm
  - Pedro Carvalho, portugalski rugbysta
  - Emil Hallfreðsson, islandzki piłkarz
  - Tomáš Jirsák, czeski piłkarz
  - Natthaphong Samana, tajski piłkarz
  - Song Myeong-seob, południowokoreański taekwondzista
- 1985:
  - Paolo Bossini, włoski pływak
  - Katarzyna Burghardt, polska lekkoatletka, chodziarka
  - Justyna Ratajczak, polska lekkoatletka, tyczkarka
- 1986:
  - Justyna Kojro, polska judoczka
  - Magdalena Leciejewska, polska koszykarka
  - Edward Maya, rumuński muzyk, kompozytor, producent muzyczny
  - George Pisi, samoański rugbysta
  - Miriam Shaded, polska działaczka społeczna pochodzenia syryjskiego
- 1987:
  - Kim Sung-min, południowokoreański judoka
  - Luke McLean, włoski rugbysta pochodzenia australijskiego
  - Gal Newo, izraelski pływak
- 1988:
  - Éver Banega, argentyński piłkarz
  - Egidijus Kavaliauskas, litewski bokser
  - Elnur Məmmədli, azerski judoka
  - Adrian Mannarino, francuski tenisista
- 1989:
  - Isabelle Gulldén, szwedzka piłkarka ręczna
  - Maciej Sadlok, polski piłkarz
  - Clarisa Sagardía, argentyńska siatkarka
  - Wiktar Sasunouski, białoruski zapaśnik
  - Júlia Takács, hiszpańska lekkoatletka, chodziarka pochodzenia węgierskiego
- 1990:
  - Yann M’Vila, francuski piłkarz
  - Matthias Rupp, szwajcarski kolarz górski, szosowy i przełajowy
  - Pawieł Sankowicz, białoruski pływak
  - Petar Škuletić, serbski piłkarz
  - Laura Vargas Koch, niemiecka judoczka
- 1991:
  - Jason Davidson, australijski piłkarz
  - Dávid Guba, słowacki piłkarz
  - Kawhi Leonard, amerykański koszykarz
  - Michał Pasiut, polski kajakarz górski
  - Iván Salgado López, hiiszpański szachista
  - Suk Hyun-jun, południowokoreański piłkarz
  - Addison Timlin, amerykańska aktorka
- 1992:
  - Diamond Dixon, amerykańska lekkoatletka, sprinterka
  - Michalina Olszańska, polska aktorka
  - Gabrieła Petrowa, bułgarska lekkoatletka, trójskoczkini
  - Adam G. Sevani, amerykański aktor, wokalista, tancerz pochodzenia ormiańskiego
  - Jan Krzysztof Szyszko, polski urzędnik państwowy, wiceminister
- 1993:
  - Lorenzo James Henrie, amerykański aktor
  - Luise Kummer, niemiecka biathlonistka
  - Jessa Rhodes, amerykańska aktorka pornograficzna
  - Pedro Velasco, ekwadorski piłkarz
- 1994:
  - Elina Born, estońska piosenkarka
  - Ivi López, hiszpański piłkarz
  - Alysha Newman, kanadyjska lekkoatletka, tyczkarka
  - Jonathan Cristian Silva, argentyński piłkarz
- 1995:
  - Nicholas Latifi, kanadyjski kierowca wyścigowy pochodzenia włosko-irańskiego
  - Roman Popow, ukraiński piłkarz
  - Eldor Shomurodov, uzbecki piłkarz
- 1996:
  - Kristin Lysdahl, norweska narciarka alpejska
  - Bart Ramselaar, holenderski piłkarz
- 1997:
  - Mikkel Duelund, duński piłkarz
  - Jia Yifan, chińska badmintonistka
  - Rolando Mandragora, włoski piłkarz
  - Christos Wheeler, cypryjski piłkarz pochodzenia amerykańskiego
- 1998:
  - Artur Crăciun, mołdawski piłkarz
  - Eberechi Eze, angielski piłkarz pochodzenia nigeryjskiego
  - Mattias Käit, estoński piłkarz
  - Emma Oosterwegel, holenderska lekkoatletka, wieloboistka
  - Shamorie Ponds, amerykański koszykarz
  - Michael Porter, amerykański koszykarz
  - Gjon’s Tears, szwajcarski piosenkarz
- 1999:
  - Feng Ziqi, chińska zapaśniczka
  - Miłosz Kałahur, polski piłkarz
  - Giorgi Koczoraszwili, gruziński piłkarz
  - Ołeksandra Miłenko, ukraińska siatkarka
  - Shihori Ōi, japońska skoczkini narciarska
  - Juan Luis Pérez, nikaraguański piłkarz
  - Nikita Wołodin, rosyjski i niemiecki łyżwiarz figurowy
- 2000:
  - Lina Alsmeier, niemiecka siatkarka
  - Queen Egbo, amerykańska koszykarka
  - Redmond Gerard, amerykański snowboardzista
  - Iwan Giriew, rosyjski pływak
  - Ołeksij Kaszczuk, ukraiński piłkarz
  - Camden Russell, amerykański zapaśnik
  - Ramiro Sordo, argentyński piłkarz
- 2001:
  - Julian Champagnie, amerykański koszykarz
  - Justin Champagnie, amerykański koszykarz
  - Éric Perrot, francuski biathlonista
  - Allahyar Sayyadmanesh, irański piłkarz
- 2002:
  - Santiago Corbo, urugwajski piłkarz
  - Ruka Natami, japońska zapaśniczka
  - Jędrzej Poczwardowski, polski lekkoatleta, średniodystansowiec
  - Jaylin Williams, amerykański koszykarz
- 2003 – Jude Bellingham, angielski piłkarz
- 2005 – Pablo Lara, meksykański piłkarz, bramkarz
- 2007 – Meghann Wadsak, austriacka skoczkini narciarska

## Zmarli
- 226 – Cao Pi, pierwszy cesarz państwa Wei (ur. 186, 187 lub 188)
- 1059 – Bernard II, książę Saksonii (ur. 990)
- 1149 – Rajmund z Poitiers, książę Antiochii (ur. 1105)
- 1252 – Abel, król Danii (ur. 1218)
- 1374 – Jan Milicz z Kromieryża, czeski duchowny katolicki, kaznodzieja, pisarz (ur. ok. 1325)
- 1412 – Niccolò Brancaccio, włoski duchowny katolicki, arcybiskup Bari i Cosenzy, biskup Albano, kardynał (ur. 1340)
- 1432 – Janus, król Cypru (ur. 1375)
- 1509 – Małgorzata Beaufort, angielska arystokratka (ur. 1443)
- 1521 – Francesco Conti, włoski kardynał (ur. ok. 1470)
- 1536 –  Bernard III, margrabia Baden-Baden (ur. 1474)
- 1562 – Bartolomé de la Cueva y Toledo, hiszpański duchowny katolicki, administrator apostolski Avellino i Frigento, arcybiskup Manfredonii, kardynał, wicekról Neapolu (ur. 1499)
- 1602 – Bonawentura Hahn, niemiecki duchowny katolicki, biskup-elekt wrocławski (ur. 1540)
- 1609 – Maciej Pstrokoński, polski duchowny katolicki, biskup włocławski, referendarz wielki koronny, podkanclerzy koronny, kanclerz wielki koronny (ur. ok. 1553)
- 1627:
  - Ludwik Exarch, hiszpański dominikanin, misjonarz, męczennik, błogosławiony (ur. 1596)
  - Mancjusz od Krzyża, japoński dominikanin, męczennik, błogosławiony (ur. ?)
  - Piotr od św. Marii, japoński dominikanin, męczennik, błogosławiony (ur. ?)
- 1630 – John Mundy, angielski kompozytor, organista (ur. ?)[potrzebny przypis]
- 1640 – John Adson, angielski kompozytor (ur. 1587)
- 1651:
  - Adam Hieronim Kazanowski, polski szlachcic, polityk, rotmistrz królewski (ur. ?)
  - Jan Adam Stadnicki, polski szlachcic, polityk, dowódca chorągwi pospolitego ruszenia (ur. ?)
- 1655 – Björn Jónsson á Skarðsá, islandzki historyk, znawca prawa (ur. 1574)
- 1662 – Pierre de Marca, francuski duchowny katolicki, biskup Couserans, arcybiskup Tuluzy, arcybiskup-nominat Paryża, historyk (ur. 1594)
- 1666 – Mateo Cerezo, hiszpański malarz (ur. 1637)
- 1672 – Francesco Maria Mancini, włoski kardynał (ur. 1606)
- 1698 – Paluzzo Paluzzi-Altieri, włoski duchowny katolicki, arcybiskup Rawenny, kardynał (ur. 1623)
- 1700 – Andrzej Abrek, polski duchowny i teolog katolicki, profesor i rektor Akademii Zamojskiej, sekretarz królewski (ur. ?)
- 1706 – Michał Frencel, górnołużycki pastor, pisarz (ur. 1628)
- 1711 – Bogusław Albrecht Lehndorf, polski jezuita (ur. 1655)
- 1725 – Juan Manuel Fernández Pacheco, grand Hiszpanii, markiz Villeny, książę Escalony, wicekról i Kapitan-Generał królestw: Nawarry, Aragonii, Katalonii, Sycylii i Neapolu (ur. 1650)
- 1734 – Claudius Florimund de Mercy, austriacki feldmarszałek (ur. 1666)
- 1744 – André Campra, francuski kompozytor, dyrygent (ur. 1660)
- 1763 – Hedvig Charlotta Nordenflycht, szwedzka poetka (ur. 1718)
- 1770 – Marcin Józef Żebrowski, polski skrzypek, kompozytor (ur. 1702)
- 1779 – Anton Raphael Mengs, niemiecki malarz, teoretyk sztuki (ur. 1728)
- 1818 – Carl Philipp Fohr, niemiecki malarz, rysownik (ur. 1795)
- 1826 – Stanisław Kostka Mielżyński, polski hrabia, generał (ur. 1778)
- 1831 – Heinrich Friedrich Karl vom Stein, pruski polityk, szef ministrów Prus (ur. 1757)
- 1837:
  - Nathaniel Macon, amerykański polityk (ur. 1758)
  - Tiberio Pacca, włoski dyplomata (ur. 1786)
- 1840 – Lucjan Bonaparte, francuski polityk, książę Canino i Musignano, brat Napoleona (ur. 1775)
- 1852 – Henry Clay, amerykański polityk (ur. 1777)
- 1853 – Adrien-Laurent de Jussieu, francuski botanik (ur. 1797)
- 1855 – Delphine de Girardin, francuska pisarka, dziennikarka (ur. 1804)[potrzebny przypis]
- 1860 – Thomas Addison, brytyjski anatomopatolog (ur. 1793)
- 1861 – Elizabeth Barrett Browning, brytyjska poetka (ur. 1806)
- 1865 – Mikołaj Malinowski, polski historyk, archeolog, wydawca (ur. 1799)
- 1868 – Giovanni Bastianini, włoski rzeźbiarz, fałszerz (ur. 1830)
- 1871 – Kazimierz Lubomirski, polski kompozytor (ur. 1813)
- 1875 – Ferdynand I Habsburg, cesarz Austrii (ur. 1793)
- 1879 – Apolinary Kątski, polski skrzypek, kompozytor, pedagog (ur. 1825)
- 1880 – Karl Johann Neumann, niemiecki historyk, geograf, wykładowca akademicki (ur. 1823)
- 1881 – Maurice Raynaud, francuski lekarz (ur. 1834)
- 1883 – Michalina Radziwiłł, polska hrabina (ur. 1816)
- 1884 – Karol Freege, polski ogrodnik pochodzenia niemieckiego (ur. 1832)
- 1886 – Adolphe Joseph Thomas Monticelli, francuski malarz pochodzenia włoskiego (ur. 1824)
- 1889 – Maurycy Fierich, polski prawnik, wykładowca akademicki (ur. 1856)
- 1890:
  - Henry Herbert, brytyjski arystokrata, polityk (ur. 1831)
  - Jenny von Pappenheim, niemiecka pisarka (ur. 1811)
  - Alexander Parkes, brytyjski metalurg, wynalazca (ur. 1813)
- 1892:
  - John Robson, kanadyjski dziennikarz, polityk (ur. 1824)
  - Pashko Vasa, albański prozaik, poeta, działacz narodowy (ur. 1825)
- 1895:
  - Thomas Henry Huxley, brytyjski zoolog, paleontolog, filozof, fizjolog, wykładowca akademicki (ur. 1825)
  - Martin Mróz, amerykański kowboj, rewolwerowiec, przestępca pochodzenia śląskiego (ur. 1861)
  - Émile Munier, francuski malarz (ur. 1840)
  - Green Clay Smith, amerykański podporucznik, polityk (ur. 1826)
  - Franciszek Traeger, polski polityk, prezydent Łodzi (ur. 1912)
- 1896 – Adolf Schimmelpfennig, polski architekt pochodzenia niemieckiego (ur. 1834)
- 1899 – Daniel F. Tiemann, amerykański polityk (ur. 1805)
- 1900:
  - Maria Du Tian, chińska męczennica i święta katolicka (ur. 1858)
  - Magdalena Du Fengju, chińska męczennica i święta katolicka (ur. 1881)
  - Paweł Wu Anju, chiński męczennik i święty katolicki (ur. 1838)
  - Jan Chrzciciel Wu Mantang, chiński męczennik i święty katolicki (ur. 1883)
  - Paweł Wu Wanshu, chiński męczennik i święty katolicki (ur. 1884)
- 1906 – Albert Sorel, francuski historyk (ur. 1842)
- 1907 – Maksymilian Cercha, polski malarz, złotnik (ur. 1818)
- 1910 – Wiktor Mazykewycz, galicyjski duchowny greckokatolicki, polityk (ur. 1840)
- 1913 – Friedrich Pockels, niemiecki fizyk (ur. 1865)
- 1915 – Władysław Sierhiejewicz, polski ułan (ur. 1884)
- 1916:
  - Georges Lacombe, francuski malarz, rzeźbiarz (ur. 1868)
  - Jacobus Cornelius Meeuwissen, holenderski duchowny katolicki, biskup, wikariusz apostolski Gujany Holenderskiej (ur. 1847)
  - William Sørensen, duński zoolog, arachnolog (ur. 1848)
  - Maksymilian Węgrzyn, polski aktor, reżyser teatralny (ur. 1867)
- 1917 – Frans Schollaert, belgijski polityk, premier Belgii (ur. 1851)
- 1918 – Adrien Lachenal, szwajcarski polityk, prezydent Szwajcarii (ur. 1849)
- 1919:
  - Friedrich Karl Brugmann, niemiecki językoznawca (ur. 1849)
  - Ołeksandr Rohoza, rosyjski i ukraiński generał, polityk (ur. 1858)
- 1920 – Stanisław Pilch, polski wachmistrz kawalerii (ur. 1892)
- 1922 – Carlo Pietropaoli, włoski duchowny katolicki, biskup Trivento, arcybiskup tytularny, nuncjusz apostolski (ur. 1857)
- 1925 – Christian Michelsen, norweski potentat handlowy, polityk, premier Norwegii (ur. 1857)
- 1927 – Władysław Witkowski, polski lekarz, działacz społeczny (ur. 1854)
- 1928:
  - Álvaro de Castro, portugalski polityk, premier Portugalii (ur. 1878)[potrzebny przypis]
  - Edmond Jacquelin, francuski kolarz torowy (ur. 1875)
- 1930:
  - Miroslav Čačković, chorwacki chirurg, radiolog, wykładowca akademicki, pisarz (ur. 1865)
  - Julian Ejsmond, polski poeta, bajkopisarz, tłumacz (ur. 1892)
- 1931:
  - August Allert, polski architekt, działacz społeczny (ur. ok. 1870)
  - Eugenia Lewicka, polska lekarka, fizjoterapeutka (ur. 1896)
- 1932:
  - Reinhold Krohn, niemiecki inżynier budownictwa, polityk (ur. 1852)
  - George Frederick Kunz, amerykański mineralog (ur. 1856)
  - William Ward, brytyjski arystokrata, polityk, administrator kolonialny (ur. 1867)
- 1933 – Fatty Arbuckle, amerykański aktor (ur. 1887)
- 1934 – Edward Piekarski, polski lingwista, zesłaniec, badacz Syberii (ur. 1858)
- 1937 – Clarence Clark, amerykański tenisista, działacz sportowy (ur. 1859)
- 1938:
  - Szlomo Ben Josef, żydowski bojownik (ur. 1913)
  - Wasilij Szorin, radziecki pułkownik (ur. 1870)
  - Myron Tarnawskyj, ukraiński generał (ur. 1869)
- 1939:
  - Karol Gawalewicz, polski podporucznik, weteran powstania styczniowego (ur. 1849)
  - Mehmed Spaho, jugosłowiański polityk (ur. 1883)
- 1940:
  - Stanisław Hołuj, polski kierowca i motocyklista wyścigowy, żużlowiec, działacz niepodległościowy (ur. 1899)
  - Celina Eugenia Iwanowska, polska harcerka, członkini SZP-ZWZ (ur. 1908)
  - Paul Klee, szwajcarsko-niemiecki malarz (ur. 1879)
  - Stanisław Krawczyński, polski lekarz, polityk, poseł na Sejm RP (ur. 1884)
  - Stefan Lelek-Sowa, polski kapitan, prawnik, sędzia, polityk, senator RP (ur. 1885)
  - Raymond Unwin, brytyjski architekt, urbanista (ur. 1863)
  - Bolesław Wnuk, polski samorządowiec, polityk, poseł na Sejm RP (ur. 1893)
- 1941:
  - Walter Bäumer, niemiecki kierowca wyścigowy (ur. 1908)
  - Andriej Kiżewatow, radziecki lejtnant (ur. 1907)
  - Ignacy Jan Paderewski, polski pianista, kompozytor, działacz niepodległościowy, polityk, minister spraw zagranicznych i premier RP (ur. 1860)
  - Jakym Seńkiwski, ukraiński bazylianin, męczennik, błogosławiony (ur. 1896)
- 1942:
  - Raymond Lindeman, amerykański ekolog, limnolog (ur. 1915)
  - Jan Szal, polski wynalazca i konstruktor lotniczy (ur. 1899)
  - Henryk Woroniecki, polski urzędnik państwowy, dyplomata, publicysta (ur. 1891)
  - Tytus Zbyszewski, polski prawnik, urzędnik konsularny (ur. 1886)
- 1943 – Maria Teresa Oliwia Hochberg von Pless, niemiecka księżna (ur. 1873)
- 1944:
  - Adolf Diekmann, niemiecki SS-Sturmbannführer, zbrodniarz wojenny (ur. 1914)
  - Han Yong-un, koreański poeta, działacz niepodległościowy, mnich buddyjski (ur. 1879)
  - Jadwiga Długoborska, polska nauczycielka, działaczka społeczna i charytatywna, uczestniczka konspiracji antyhitlerowskiej (ur. 1899)
  - Erich Schulz, niemiecki działacz komunistyczny (ur. 1907)
  - Nikołaj Zielenow, radziecki pilot wojskowy, as myśliwski (ur. 1917)
- 1945 – Hayari Miyake, japoński chirurg, wykładowca akademicki (ur. 1866)
- 1946 – Frank Hadow, brytyjski tenisista, krykiecista (ur. 1855)
- 1947:
  - Pavol Jantausch, słowacki duchowny katolicki, administrator apostolski archidiecezji ostrzyhomskiej ze stolicą w Trnawie (ur. 1870)
  - Orla Jørgensen, duński kolarz szosowy (ur. 1904)
- 1950 – Bolesław Frej, polski generał brygady (ur. 1873)
- 1951 – Wojciech Durek, polski rzeźbiarz, malarz (ur. 1888)
- 1952 – Zygmunt Chruściński, polski piłkarz, trener (ur. 1899)
- 1953 – Marcin Poprawa, polski działacz ludowy, żołnierz Batalionów Chłopskich, polityk, poseł na Sejm RP (ur. 1888)
- 1954:
  - Hugo Dingler, niemiecki filozof (ur. 1881)
  - Frank Evershed, angielski rugbysta, krykiecista (ur. 1866)
  - Onari Kimura, japoński neurolog, neuropatolog (ur. 1883)
  - Thorsten Svensson, szwedzki piłkarz (ur. 1901)
- 1955 – Max Pechstein, niemiecki malarz, grafik, rzeźbiarz, projektant witraży (ur. 1881)
- 1956 – Max Emmerich, amerykański gimnastyk (ur. 1879)
- 1957:
  - Kingorō Hashimoto, japoński pułkownik, zbrodniarz wojenny (ur. 1890)
  - Johan Hin, holenderski żeglarz sportowy (ur. 1899)
- 1958 – Fabijan Jaremicz, białoruski dziennikarz, polityk, poseł na Sejm RP (ur. 1891)
- 1961:
  - Tadeusz Andrzejewski, polski egiptolog, archeolog, wykładowca akademicki, muzealnik (ur. 1923)
  - Georges Guillain, francuski neurolog (ur. 1876)
- 1964 – Eric Dolphy, amerykański muzyk jazzowy (ur. 1928)
- 1965 – Eric Backman, szwedzki lekkoatleta, długodystansowiec (ur. 1896)
- 1966:
  - Arthur Meulemans, flamandzki kompozytor, dyrygent, pedagog (ur. 1884)
  - Robert Zander, szwedzki piłkarz, bramkarz (ur. 1895)
- 1967:
  - Primo Carnera, włoski bokser, wrestler (ur. 1906)
  - Jayne Mansfield, amerykańska modelka, aktorka (ur. 1933)
- 1968 – Anselm Knuuttila, fiński biegacz narciarski (ur. 1903)
- 1969:
  - Moïse Tshombe, kongijski przedsiębiorca, polityk, premier Demokratycznej Republiki Konga, prezydent Katangi (ur. 1919)
  - Francesco Mottola, włoski duchowny katolicki, Sługa Boży (ur. 1901)
- 1970 – Stefan Andres, niemiecki prozaik, dramaturg, poeta (ur. 1906)
- 1971:
  - Gieorgij Dobrowolski, radziecki kosmonauta (ur. 1928)
  - Wiktor Pacajew, radziecki kosmonauta (ur. 1933)
  - Władisław Wołkow, radziecki kosmonauta (ur. 1935)
- 1972 – Modest Sękowski, polski działacz spółdzielczości niewidomych (ur. 1920)
- 1974 – Józef Skrzypek, polski historyk, mediewista, wykładowca akademicki (ur. 1905)
- 1975:
  - Tim Buckley, amerykański muzyk, wokalista, autor tekstów, producent muzyczny (ur. 1947)
  - Hans Furler, niemiecki polityk (ur. 1904)
- 1977:
  - Sylvia Ashley, brytyjska aktorka, modelka (ur. 1904)
  - Konrad Krajewski, polski generał brygady (ur. 1899)
  - (lub 28 czerwca) Magda Lupescu, Rumunka, konkubina i żona króla Rumunii Karola II (ur. 1895)
  - Czesław Rachel, polski rzemieślnik, polityk, poseł na Sejm PRL (ur. 1908)
  - Antoni Trzeszczkowski, polski malarz (ur. 1902)
- 1979:
  - Blas de Otero, hiszpański poeta (ur. 1916)
  - Lowell George, amerykański wokalista, członek zespołu Little Feat (ur. 1945)[potrzebny przypis]
  - Vilho Niittymaa, fiński lekkoatleta, dyskobol (ur. 1896)
- 1980:
  - Filipp Agalcow, radziecki marszałek lotnictwa, polski generał brygady (ur. 1900)
  - Aleksander Baumgardten, polski prozaik, poeta (ur. 1908)
- 1981:
  - Jewgienij Charitonow, rosyjski prozaik, poeta, reżyser, kulturoznawca (ur. 1941)
  - Antero Kivi, fiński lekkoatleta, dyskobol (ur. 1904)
- 1982:
  - Pierre Balmain, francuski projektant mody, kostiumograf (ur. 1914)
  - Bronisław Juźków, polski inżynier rolnictwa, polityk, poseł na Sejm PRL (ur. 1914)
  - Henry King, amerykański reżyser filmowy (ur. 1886)
- 1983:
  - Chamzia Bogdanow, radziecki pułkownik (ur. 1904)
  - Henry Scrymgeour-Wedderburn, brytyjski arystokrata, polityk (ur. 1902)
- 1985:
  - Jaroslav Dietl, czeski pisarz, scenarzysta filmowy (ur. 1929)[potrzebny przypis]
  - Andrzej Kijowski, polski pisarz, krytyk i scenarzysta filmowy (ur. 1928)
- 1986:
  - Bohdan Podoski, polski prawnik, polityk, poseł i wicemarszałek Sejmu RP (ur. 1894)
  - Robert Ryder, brytyjski komandor, polityk (ur. 1908)
- 1987 – Leonard Tietianiec, polski siatkarz, trener (ur. 1932)
- 1988:
  - Aleksandr Gorkin, radziecki polityk (ur. 1897)
  - Roman Musiał, polski piłkarz (ur. 1928)
  - Franciszka Themerson, polska malarka, rysowniczka, ilustratorka, scenografka, wydawczyni, nauczycielka akademicka pochodzenia żydowskiego (ur. 1907)
- 1989 – Grzegorz Białkowski, polski fizyk, poeta, filozof, polityk, senator RP (ur. 1932)
- 1990 – Irving Wallace, amerykański pisarz, scenarzysta filmowy (ur. 1916)
- 1991 – Henri Lefebvre, francuski socjolog, filozof marksistowski (ur. 1901)
- 1992:
  - Pierre Billotte, francuski generał dywizji, samorządowiec, polityk (ur. 1906)
  - Mohamed Boudiaf, algierski polityk, prezydent Algierii (ur. 1919)
- 1994 – Jack Unterweger, austriacki seryjny morderca, pisarz (ur. 1950)
- 1995:
  - Edward Doszla, polski aktor i reżyser teatru lalek (ur. 1926)
  - Sicco Mansholt, holenderski polityk, przewodniczący Komisji Europejskiej (ur. 1908)
  - Lana Turner, amerykańska aktorka (ur. 1921)
- 1996:
  - Jerzy Block, polski aktor, reżyser (ur. 1904)
  - Stanisław Czycz, polski prozaik, poeta (ur. 1929)
  - Richard Krebs, niemiecki lekkoatleta, sprinter (ur. 1906)
- 1997 – William Hickey, amerykański aktor (ur. 1927)
- 1998:
  - Slavko Dokmanović, serbski zbrodniarz wojenny (ur. 1949)
  - Louis Hostin, francuski sztangista (ur. 1908)
  - Carmen Llorca, hiszpańska historyk, pisarka, polityk (ur. 1921)
  - Marian Sucharzewski, polski komandor (ur. 1930)
- 1999:
  - Allan Carr, amerykański producent filmowy (ur. 1937)[potrzebny przypis]
  - Ludwik Natkaniec, polski pilot doświadczalny (ur. 1931)
- 2000:
  - John Abineri, brytyjski aktor (ur. 1928)
  - Vittorio Gassman, włoski aktor, reżyser i scenarzysta filmowy (ur. 1922)
  - Adam Kurbiel, polski konstruktor lotniczy, pilot szybowcowy i samolotowy (ur. 1935)
- 2001:
  - Maurice Estève, francuski malarz (ur. 1904)[potrzebny przypis]
  - Silvio Oddi, włoski kardynał (ur. 1910)
- 2002:
  - Rosemary Clooney, amerykańska aktorka (ur. 1928)
  - Ole-Johan Dahl, norweski informatyk (ur. 1931)
  - François Périer, francuski aktor (ur. 1919)
  - Jan Tomasz Zamoyski, polski polityk, senator RP (ur. 1912)
- 2003:
  - Katharine Hepburn, amerykańska aktorka (ur. 1907)
  - Oswald Malura, niemiecki malarz, mecenas sztuki, pedagog (ur. 1906)
- 2004 – Zbigniew Korepta, polski aktor, kompozytor (ur. 1932)[potrzebny przypis]
- 2005:
  - Tony D’Amario, francuski aktor (ur. 1961)
  - Emídio Guerreiro, portugalski polityk (ur. 1899)
  - Tymoteusz Karpowicz, polski poeta, prozaik, dramaturg, tłumacz, twórca poezji lingwistycznej (ur. 1921)
  - Bruce Malmuth, amerykański aktor, reżyser filmowy (ur. 1934)
- 2006:
  - Ed Hugus, amerykański kierowca wyścigowy (ur. 1923)
  - Lloyd Richards, amerykański aktor, reżyser filmowy (ur. 1919)[potrzebny przypis]
- 2007:
  - Anna Kamieńska-Łapińska, polska rzeźbiarka, scenarzystka filmów animowanych (ur. 1932)
  - Fred Saberhagen, amerykański pisarz science fiction i fantasy (ur. 1930)
  - Edward Yang, tajwański reżyser filmowy (ur. 1947)
- 2008:
  - Don S. Davis, amerykański aktor, malarz (ur. 1942)
  - Anka Kowalska, polska pisarka, poetka, dziennikarka, działaczka opozycji demokratycznej w PRL (ur. 1932)
- 2009:
  - Feliks Kaczmarski, polski fotografik (ur. 1925)
  - Jean-Paul Roux, francuski historyk, mediewista, orientalista, turkolog (ur. 1925)
- 2010 – Pietro Taricone, włoski aktor (ur. 1975)
- 2011:
  - Joanna Białek, polska śpiewaczka operetkowa (sopran), aktorka (ur. 1957)
  - Lubomír Tesáček, czeski lekkoatleta, długodystansowiec (ur. 1957)
- 2012:
  - Juan Reccius, chilijski lekkoatleta, trójskoczek, geolog (ur. 1911)
  - Włodzimierz Sokołowski, polski lekkoatleta, tyczkarz (ur. 1940)
- 2013 – Jim Kelly, amerykański aktor, tenisista, mistrz sztuk walki (ur. 1946)
- 2014:
  - Bogdan Baranowski, polski chemik (ur. 1927)
  - Anatolij Dimarow, ukraiński pisarz (ur. 1922)
  - Iwan Kałymon, ukraiński zbrodniarz wojenny (ur. 1921)
- 2015:
  - Hiszam Barakat, egipski prawnik, prokurator generalny (ur. 1950)
  - Jan Braun, polski sumerolog, kartwelolog, baskolog (ur. 1926)
  - Ladislav Chudík, słowacki aktor (ur. 1924)
  - Josef Masopust, czeski piłkarz, trener (ur. 1931)
  - Charles Pasqua, francuski polityk (ur. 1927)
- 2016:
  - Elechi Amadi, nigeryjski wojskowy, urzędnik państwowy, prozaik, dramaturg (ur. 1934)
  - Giuseppe De Andrea, włoski duchowny katolicki, arcybiskup, nuncjusz apostolski (ur. 1930)
  - Kiichirō Furukawa, japoński astronom (ur. 1929)
  - Zdzisław Mikulski, polski geograf (ur. 1920)
  - Włodzimierz Obidowicz, polski pianista (ur. 1930)
  - Janina Paradowska, polska dziennikarka, publicystka (ur. 1942)
  - Jerzy Wroński, polski malarz (ur. 1930)
- 2017:
  - Zbigniew Kwaśniewski, polski piłkarz (ur. 1948)
  - Pan Qingfu, chiński mistrz wushu (ur. 1939)[7][8]
- 2018:
  - Kwesi Bekoe Amissah-Arthur, ghański ekonomista, polityk, wiceprezydent (ur. 1951)
  - Andrzej Brzeski, polski aktor, piosenkarz, autor tekstów, kompozytor (ur. 1949)
  - Arvid Carlsson, szwedzki neurobiolog, laureat Nagrody Nobla (ur. 1923)
  - Steve Ditko, amerykański autor komiksów, pisarz (ur. 1927)
  - Jacques Madubost, francuski lekkoatleta, skoczek wzwyż (ur. 1944)
  - Irena Szewińska, polska lekkoatletka, sprinterka i skoczkini w dal, działaczka sportowa (ur. 1946)
- 2019:
  - Florijana Ismaili, szwajcarska piłkarka (ur. 1995)
  - Ireneusz Kluczek, polski lekkoatleta, sprinter (ur. 1940)
  - Ryszard Patelka, polski lekkoatleta, oszczepnik (ur. 1935)
- 2020:
  - Johnny Mandel, amerykański kompozytor muzyki filmowej i jazzu (ur. 1925)
  - Stanisław Opiela, polski duchowny katolicki, jezuita, dziennikarz (ur. 1938)
  - Marian Orzechowski, polski historyk, polityk, minister spraw zagranicznych, poseł na Sejm kontraktowy (ur. 1931)
  - Svend Aage Rask, duński piłkarz, bramkarz (ur. 1935)
  - Carl Reiner, amerykański aktor, komik (ur. 1922)
- 2021:
  - Delia Fiallo, kubańska dysydentka, pisarka, scenarzystka telewizyjna (ur. 1924)
  - Vicky Perec, izraelski piłkarz, trener (ur. 1953)
  - Donald Rumsfeld, amerykański polityk, sekretarz obrony (ur. 1932)
  - Andrzej Zakrzewski, polski reżyser filmowy, radiowy i telewizyjny (ur. 1935)
- 2022:
  - Eeles Landström, fiński lekkoatleta, wieloboista, tyczkarz, golfista, pisarz, polityk (ur. 1932)
  - Miklós Szabó, węgierski lekkoatleta, długodystansowiec (ur. 1928)
- 2023:
  - Alan Arkin, amerykański aktor (ur. 1934)
  - Michał Marian Grzybowski, polski duchowny katolicki, historyk Kościoła (ur. 1937)
  - Józef Kozioł, polski ekonomista, polityk, minister ochrony środowiska i zasobów naturalnych, wicepremier (ur. 1939)
  - Angela Zilia, grecka aktorka (ur. 1935)
- 2024:
  - Luciano Giovannetti, włoski duchowny katolicki, biskup Fiesole (ur. 1934)
  - Brooks Johnson, amerykański lekkoatleta, sprinter, trener (ur. 1934)
  - Doug Sheehan, amerykański aktor (ur. 1949)
  - Janusz Tracewski, polski zapaśnik, trener (ur. 1936)
  - Barbara Trzeciak-Pietkiewicz, polska dziennikarka radiowa i telewizyjna, realizatorka i scenarzystka filmów dokumentalnych (ur. 1945)
- 2025:
  - Wolfgang Böhmer, niemiecki ginekolog, polityk, premier Saksonii-Anhaltu, przewodniczący Bundesratu (ur. 1936)
  - Stuart Burrows, brytyjski śpiewak operowy (tenor) (ur. 1933)
  - Dionizy Moska, polski farmaceuta, historyk farmacji (ur. 1928)
  - Alan Peacock, angielski piłkarz (ur. 1937)